# Крамзах
Крамзах (на немски: Kramsach) е село в западна Австрия, част от окръг Куфщайн на провинция Тирол. Населението му е около 4900 души (2018).
Разположено е на 520 метра надморска височина в Северните Варовикови Алпи, на левия бряг на река Ин и на 40 километра североизточно от Инсбрук. Селището е летен курорт. Други стопански дейности са дърводобивът, добивът на мрамор и стъкларската промишленост.

## Известни личности
Починали в Крамзах
- Ойген фон Бьом-Баверк (1851 – 1914), икономист